# Институт искусств МПГУ
Институ́т изя́щных иску́сств Моско́вского педагоги́ческого госуда́рственного университе́та (МПГУ) — российское высшее учебное заведение, созданное в Москве в августе 2015 года как Институт искусств МПГУ путём объединения художественно-графического (основан в 1941 году) и музыкального (основан в 1959 году) факультетов университета. С 1 февраля 2018 года именуется «Институт изящных искусств».

## Художественно-графический факультет
Старейший в СССР и Российской Федерации факультет с таким названием, основанный в 1941 году. Состоит из 5 кафедр и 3 компьютерных лабораторий. Среди преподавателей 15 членов Союза художников России. Преподавателями факультета подготовлено и издано большое количество учебников, учебных и методических пособий для студентов, учителей школ и школьников.

### История
В 1937 году в СССР по инициативе К. Н. Корнилова и М. А. Краянского (учеников художника-педагога Д. Н. Кардовского) были организованы педагогические курсы по подготовке учителей рисования и черчения.
В 1939 году педагогические курсы были переименованы в Московский городской учительский художественный институт (МГУХИ) с двухгодичным сроком обучения. 21 ноября 1941 года МГУХИ влился в Московский городской педагогический институт (МГПИ) на правах художественно-графического факультета. 11 декабря 1941 года это решение было оформлено приказом по Наркомпросу РСФСР. Последняя дата считается днём рождения художественно-графического факультета МПГУ.
Художественно-графический факультет МГПИ был первым и несколько лет единственным в СССР подобным факультетом. В силу господствовавшей в СССР идеологии преподавание на нём велось исключительно с позиций реалистического искусства. Во время Второй мировой войны МГПИ был единственным московским вузом, не эвакуированным из Москвы и продолжавшим работать в условиях идущих в 1941—1942 годах боёв под Москвой. Институт находился в здании школы в Гранатном переулке напротив Дома архитектора.
В первые годы на факультете было три кафедры: искусствоведения, рисунка и живописи, черчения. К 1953 году количество кафедр увеличилось до шести: рисунка, живописи, начертательной геометрии и черчения, труда, истории искусств, методики преподавания рисования. С 1958 года факультет стал выпускать учителей широкого профиля. В 1960 году МГПИ имени В. П. Потёмкина был объединён с МГПИ имени В. И. Ленина. С этого времени факультет стал научно-методическим центром, вокруг которого сгруппировались все художественно-графические факультеты педагогических институтов СССР.

### Деканы
- 1941—1942 г. — Ткаченко Николай Иванович
- 1942—1944 г. — Жарков Андрей Иванович
- 1944—1947 г. — Балмасов Георгий Павлович
- 1947—1953 г. — Владимирский Григорий Алексеевич
- 1953—1962 г. — Серов Александр Михайлович
- 1962—1968 г. — Пучков Алексей Сергеевич
- 1968—1977 г. — Триселев Алексей Васильевич
- 1977—1980 г. — Ростовцев Николай Николаевич
- 1980—1982 г. — Москвин Владимир Владимирович
- 1982—1983 г. — Свешников Александр Вячеславович
- 1983—1993 г. — Жог Валерий Иванович
- 1993—2010 г. — Шорохов Евгений Васильевич
- 2010—2015 г.— Подгорнев Вячеслав Михайлович
- 2015—2016 г. — Геворгян Наталья Ростиславовна
- с 2016 г. —         Зубрилин Константин Михайлович

### Кафедры

#### Кафедра живописи
Существует с 1953 года — после разделения кафедры рисунка и живописи на две самостоятельные. Первым заведующим кафедры стал известный советский художник Павел Петрович Соколов-Скаля, вторым — живописец Владимир Григорьевич Одинцов. В этот период на кафедре придавалось большое значение методике преподавания живописи, изучению натуры, академическому штудированию объёмной формы.
В 1960 году на кафедру пришли несколько новых преподавателей — К. И. Финогенова, В. П. Ефанов, Ф. П. Решетников, Н. П. Христенко. В 1962 году приверженец русской реалистической школы Николай Павлович Христенко стал заведующим кафедрой и пригласил новых преподавателей: А. М. Кузнецова, В. А. Дрезнину и А. П. Суровцева.
В 1983—2010 годах заведующим кафедры был Евгений Васильевич Шорохов, пригласивший новых молодых преподавателей. При нём на кафедре начал работать известный советский живописец Владимир Александрович Игошев. С 2016 года — и. о. заведующего кафедрой — Константин Михайлович Зубрилин.

#### Кафедра рисунка
И. о. заведующего кафедрой — Рауф Чинчорович Барциц, доктор педагогических наук, профессор.

#### Кафедра дизайна и медиатехнологий в искусстве
И. о. заведующего кафедрой — Тамара Степановна Северова, кандидат педагогических наук..

#### Кафедра декоративно-прикладного искусства
И. о. заведующего кафедрой — Александр Анатольевич Ворохоб, кандидат педагогических наук..

#### Кафедра теории и методики преподавания изобразительного искусства имени Н.Н.Ростовцева
И. о. заведующего кафедрой —  Иван Юрьевич Руднев, кандидат педагогических наук, доцент РАО .

### Учебники и учебные пособия, подготовленные преподавателями факультета
- Кузин В. С. Психология живописи. — М.: ОНИКС 21 век, 2005. — 304 с.
- Прокофьев Н. И. Техника живописи и технология живописных материалов. — М.: ВЛАДОС, 2010. — 158 с.
- Черный В. Д. Искусство средневековой Руси. — М.: ВЛАДОС, 1997. — 432 с.
- Черный В. Д. Методические рекомендации и материалы к изучению русского средневекового искусства. — М.: ВЛАДОС, 1997. — 100 с.
- Шашков Ю. П. Живопись и её средства. — М.: Академический проект, 2010. — 128 с.
- Шорохов Е. В. Композиция. — М.: Просвещение, 1986. — 208 с.
- Унковский А. А. Живопись. Вопросы колорита. — М.: Просвещение, 1980. — 145 с.

## Музыкальный факультет

### История
Первый музыкальный факультет в педагогическом вузе СССР возник в Москве в 1959 году.
Инициаторами его создания выступили известные музыкальные педагоги, в числе которых были хоровой дирижёр Нина Николаевна Добровольская (1923 − 1995), теоретик и методист Игорь Петрович Гейнрихс.
Постепенно сформировался факультет, ставший сегодня одним из ведущих в области музыкального образования в системе педагогических вузов России. Учитывая нехватку кадров, отвечающих требованиям, в 1957 году в Московском городском педагогическом институте им. В. П. Потемкина было создано музыкальное отделение, где работали музыканты высокого класса — Н. Н. Добровольская, И. П. Гейнрихс, Г. М. Динор. К 1959 году созревает идея создать компактное музыкальное отделение со своими программами и методиками. Этот год можно с уверенностью назвать годом рождения факульгета. В марте 1960 года Правительство РСФСР приняло решение о присоединении Городского педагогического института им. В. П. Потемкина к МГПИ им. В. И. Ленина. Музыкальное отделение переходит на педагогический факультет нового учебного заведения, деканом которого была Нина Николаевна Буханова. Деятельную помощь в организации нового направления музыкально-педагогического образования оказал ректор Московской консерватории А. В. Свешников. Участие в становлении факультета принимали такие видные специалисты как В. С. Елисеева, К. Ф. Никольская, О. П. Соколова, А. Д. Кожевников, А. Г. Менабени, Н. П. Колпакова, Г. И. Урбанович, 3 Н. Шалимова, Э. С. Елисеева-Шмидт, Н. А. Долматов, М. И. Ройтерштейн, В. Я. Солодухо, Я. И. Мильшитейн, О. Д. Бошнякович, Е. В. Тимакин, Н. А. Копчевский, А. А. Чичкин, О. А. Апраксина и др.

### Деканы
- 1964—1991 г. — Кулясов Игорь Петрович
- 1991—1999 г. — Урбанович Георгий Иванович
- 1999—2000 г. — Цыпин Геннадий Моисеевич
- 2000—2008 г. — Степняк Юрий Владимирович
- 2008—2009 г. — Родин Виктор Андреевич
- с 2009 г. — Павел Васильевич Анисимов[8]

### Общие сведения
В 2018 году Музыкальный факультет МПГУ был переименован — теперь стал называться «Факультет музыкального искусства», сокращенно — ФМИ.
В 2019 году факультет отмечал своё 60-летие. За время существования факультета было подготовлено более 3500 специалистов в области музыкального образования. Многие выпускники факультетов стали лауреатами всероссийских и международных конкурсов и фестивалей, заслуженными учителями, кандидатами и докторами педагогических наук, успешно работающими в России и за рубежом.
Факультетом музыкального искусства осуществляется подготовка бакалавров, магистров и аспирантов. Уровень исполнительских качеств и научной подготовки студентов всех ступеней обучения является ярким подтверждением мастерства педагогов, преподающих дисциплины профессионального блока и являющихся научными руководителями обучающихся. Научные работы бакалавров и магистров занимают первые места на всероссийских студенческих конкурсах.
На факультете действуют студенческие хоры, эстрадно-джазовый оркестр, вокальные и инструментальные ансамбли, музыкальный театр. Студенты и преподаватели выступают на многочисленных концертных площадках Москвы и других городов, в том числе и зарубежных.
Факультет готовит не только педагогов-музыкантов, но и музыкантов-исполнителей. Его выпускники работают преподавателями музыки всех ступеней образования, а также реализуют себя как музыканты-исполнители — инструменталисты, вокалисты, хормейстеры — в творческих академических, народных и эстрадно-джазовых коллективах.
Научная и учебно-методическая деятельность профессорско-преподавательского состава факультета представлена трудами Э. Б. Абдуллина, Г. М. Цыпина, А. В. Тороповой, Е. В. Николаевой, Г. П. Стуловой, Т. Г. Мариупольской, Л. А. Рапацкой, М. С. Осенневой, А. Г. Каузовой, А. И. Николаевой, Е. П. Красовской, О. Я. Клиппа, В. Д. Иванова, А. П. Юдина и др. Многогранна культурно-просветительская деятельность коллектива кафедр факультета, обширны творческие связи с музыкальными заведениями России, ближнего и дальнего зарубежья. Педагоги факультета музыкального искусства принимают участие в качестве членов жюри в работе различных фестивалей и конкурсов профессионального мастерства.
Среди преподавателей факультета обладатели званий народного артиста РФ — Б. Н. Кудрявцев, Н. В. Басков, народного артиста Украины — А. П. Цилинко, заслуженного артиста РФ — С. М. Мирошниченко, Л. Н. Гаврилина Гаврилина, Лариса Николаевна , В. М. Сюткин, Н. К. Белова, заслуженного работника культуры РФ — Л. М. Жарова, Н. Р. Лавриненко, В. С. Козмин, а также известные артисты российской эстрады — С. М. Пенкин, И. Х. Стулов, М. А. Лидов и др.
Активно ведется работа с иностранными студентами, организованы курсы повышения квалификации для преподавателей всех звеньев системы музыкального образования.
С 1976 года на факультете действует Диссертационный совет по защите диссертации на соискание ученых степеней кандидата и доктора педагогических наук. За годы своего существования в совете было защищено более 600 докторских и кандидатских диссертаций. Многие из успешно защитившихся соискателей стали впоследствии заведующими кафедрами, деканами и ректорами российских и зарубежных вузов.
На факультете открыта первая и единственная в мире кафедра ЮНЕСКО по проблемам музыкального искусства и педагогики «Музыкальное искусство и образование на протяжении всей жизни». Студенты являются победителями международных конкурсов и фестивалей в жанрах академической, народной и эстрадно-джазовой музыки в России и за рубежом: Германия, Италия, США, Франция и др.
Деканом факультета является кандидат педагогических наук, профессор П. В. Анисимов, рассматривающий в качестве основной задачи поддержку и укрепление творческой атмосферы в коллективе, как залога плодотворного и эффективного осуществления учебно-образовательного процесса.

### Кафедры

#### Кафедра ЮНЕСКО «Музыкальное искусство и образование на протяжении жизни»
Существует с 2013 года. С 2013 по 2020 год заведующим кафедрой ЮНЕСКО «Музыкальное искусство и образование на протяжении жизни» при МПГУ был Абдуллин Эдуард Борисович (1940—2020) — лауреат премии Правительства Российской Федерации в области образования, член Нью-Йоркской академии наук, доктор педагогических наук, профессор, член Союза композиторов России, председатель диссертационного совета Д 212.154.13.

#### Кафедра методологии и технологий педагогики музыкального образования
В составе кафедры работают декан факультета музыкального искусства, профессор, кандидат педагогических наук П. В. Анисимов, доцент, кандидат педагогических наук Б. Р. Иофис, профессор, доктор педагогических наук Е. В. Николаева, профессор, кандидат педагогических наук М. С. Осеннева, профессор, доктор педагогических наук доктор психологии А. В. Торопова, профессор, доктор педагогических наук Л. А. Рапацкая, профессор, доктор педагогических наук Г. С. Голошумова, профессор, доктор педагогических наук И. Н. Немыкина, профессор, доктор педагогических наук Л. Н. Михеева, 9 доцентов, кандидатов наук.
Работа кафедры направлена на развитие и дальнейшее совершенствование высшего музыкально-педагогического образования.

#### Кафедра музыкально-исполнительского искусства
Кафедра музыкально-исполнительского искусства организована в 2014 году на основе объединения кафедр пения и хорового дирижирования и кафедры музыкальных инструментов. Кафедру возглавляет заслуженная артистка РФ, кандидат искусствоведения, профессор, Светлана Исмагилова Мирошниченко. На кафедре работают выпускники МГК им. П. И. Чайковского, РАМ им. Гнесиных и других ведущих музыкальных и музыкально-педагогических вузов России, лауреаты международных и всероссийских конкурсов

#### Кафедра эстрадно-джазового искусства
Кафедра эстрадно-джазового искусства была образована в 2014 году.
И. о. заведующего кафедрой — заслуженный артист РФ, заслуженный артист Украины, профессор, к. п. н. А. П. Цилинко.
Кафедра осуществляет подготовку бакалавров и магистров:
- по классу эстрадно-джазового пения: профессор Л. П. Ермилова, к.п.н., доцент, солист группы «Jukebox Trio» И. Х. Стулов, к.п.н., доцент В.В Кудрявцева, к.п.н., доцент О. Я. Клипп, к.п.н., доцент Д. В. Харчева, к.п.н., доцент Л. М. Коваль, заслуженный работник культуры РФ, доцент Н. Р. Лавриненко, старший преподаватель А.А Плохоцкая, ассистент М. А. Лидов;
- по классу инструментов эстрадного оркестра: профессор, доктор искусствоведения В. Д. Иванов, профессор А. Л. Дудин, к.п.н., доцент С. Н. Байдалинов, к.п.н., доцент А. В. Жилина, старший преподаватель Л.Ю Устинов, ассистент К. В. Рыбин.

На кафедре активно работают, участвуют в концертах, фестивалях и конкурсах международного и всероссийского уровня, являются лауреатами и обладателями Гран-при студенты-солисты, различные ансамбли, организован музыкальный театр под руководством профессора Л. П. Ермиловой. Регулярно проводятся мастер-классы доцента кафедры С. М. Пенкина. Среди выпускников кафедры звезды шоу-бизнеса, лауреаты всероссийских и международных конкурсов и фестивалей эстрадной и джазовой музыки участники различных творческих и теле-проектов, шоу-программ, среди которых «Голос», «Главная сцена», «Новая волна», «Битва хоров», «Новая звезда», «Успех» и другие: Рустам Жумагалиев, Алена Тойминцева, Юлия Бойко, Анатолий Концевич, Михаил Коткин, Максим Лидов, Анна Лучинина, Маргарита Наджафова, Юлия Неровная, Даурия Нургалиева, Александр Пупышев, Александра Роговская, Антон Сверчков, Анна Удовихина, Евгения Широких, Ирина Вакер, Роман Ягнаков, Юлия Алимова, Анна Ворфоломеева, Алена Налимова, Ксения Лебедева и др.
Кафедра является организатором московских и всероссийских детских и юношеских конкурсов исполнительского мастерства в области эстрадного и джазового искусства.

### Научные школы Факультета музыкального искусства

#### Развитие общих и специальных (музыкальных) способностей в процессе обучения музыке
Научное направление «Развитие общих и специальных (музыкальных) способностей в процессе обучения музыке» разрабатывается на кафедре музыкальных инструментов с 1972 г. Основатель и научный руководитель — доктор педагогических наук, профессор, Заслуженный работник высшей школы РФ, член экспертного совета ВАК РФ, действительный член Академии педагогических и социальных наук Г. М. Цыпин. В рамках научной школы защитились и получили звания докторов и кандидатов педагогических наук свыше двухсот человек, работающих в различных регионах России и в зарубежных странах.

#### Методология музыкально-педагогического образования
Научное направление «Методология музыкально-педагогического образования» разрабатывается на кафедре методологии и методики преподавания музыки. Основатель и научный руководитель этого направления — доктор педагогических наук, профессор Э. Б. Абдуллин (1940—2020). В русле данного научного направления защищены несколько десятков докторских и кандидатских диссертаций, каждая из которых является продолжением и развитием научно-педагогической концепции Э. Б. Абдуллина. Созданная в восьмидесятых годах прошлого века, сегодня его Научная школа успешно развивается уже в третьем поколении, что служит ещё одним подтверждением её жизненности и эффективности.
В 2013 году по инициативе Э. Б. Абдуллина был основан журнал «Музыкальное искусство и образование» — международное научное издание, специализируется на всестороннем и объективном освещении содержания и результатов исследований в сфере общего, дополнительного и профессионального музыкального образования (до 2019 года журнал выходил под названием Вестник кафедры ЮНЕСКО «Музыкальное искусство и образование»).